# Manou (Eure-et-Loir)
Manou est une commune française, du département d'Eure-et-Loir et de la région Centre-Val de Loire, à la frontière séparant le Thymerais et le Perche, entre les communes de Senonches et La Loupe.

## Géographie

### Situation
À la frontière ouest séparant les départements d'Eure-et-Loir et de l'Orne, Manou appartient à la région naturelle du Perche. La commune jouxte la partie sud de la forêt de Senonches. Elle est située sur la berge nord de l'Eure, ce qui explique son habitat continu depuis l'époque gauloise.

Situation géographique
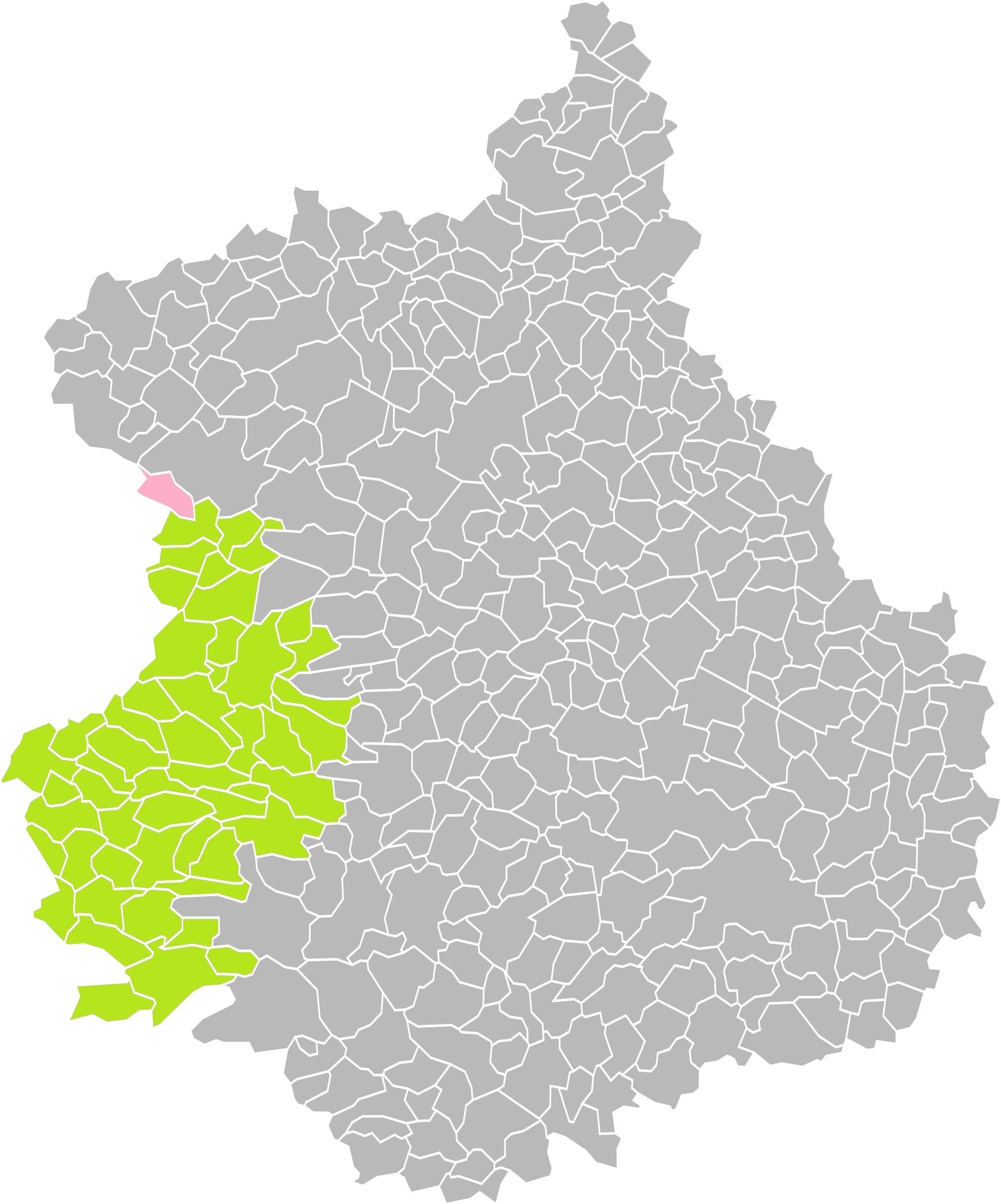
Manou dans son arrondissement.
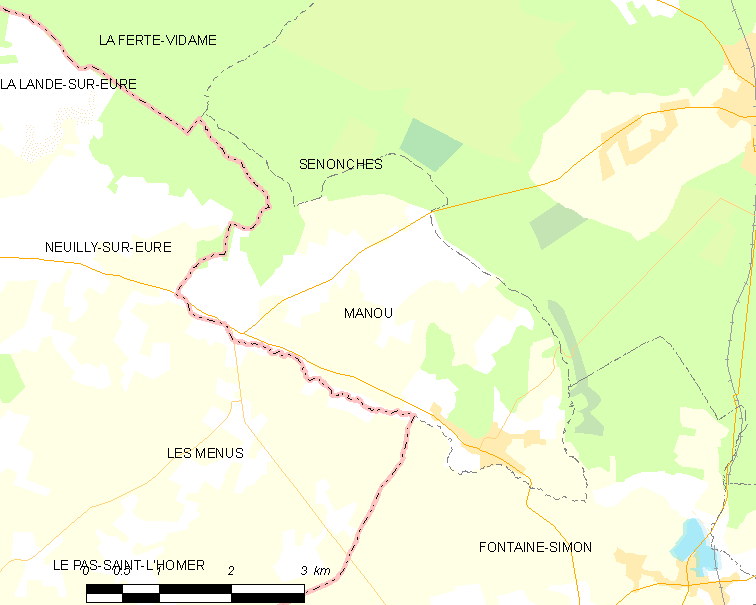
Carte de la commune de Manou.

### Communes et département limitrophes
| La Ferté-Vidame         | Senonches        | Senonches      |
| Neuilly-sur-Eure (Orne) | Manou            | La Loupe       |
| Les Menus (Orne)        | Les Menus (Orne) | Fontaine-Simon |

### Hydrographie
Provenant du département de l'Orne, la rivière l'Eure, affluent en rive gauche du fleuve la Seine, entre dans le département d'Eure-et-Loir par la limite sud de Manou, avant de se diriger vers Fontaine-Simon.

### Climat
Pour des articles plus généraux, voir Climat du Centre-Val de Loire et Climat d'Eure-et-Loir.
En 2010, le climat de la commune est de type climat océanique dégradé des plaines du Centre et du Nord, selon une étude du CNRS s'appuyant sur une série de données couvrant la période 1971-2000. En 2020, Météo-France publie une typologie des climats de la France métropolitaine dans laquelle la commune est exposée à un climat océanique altéré et est dans la région climatique  Normandie (Cotentin, Orne), caractérisée par une pluviométrie relativement élevée (850 mm/a) et un été frais (15,5 °C) et venté. 
Pour la période 1971-2000, la température annuelle moyenne est de 10,2 °C, avec une amplitude thermique annuelle de 14,3 °C. Le cumul annuel moyen de précipitations est de 744 mm, avec 12,1 jours de précipitations en janvier et 8 jours en juillet. Pour la période 1991-2020, la température moyenne annuelle observée sur la station météorologique de Météo-France la plus proche, sur la commune de La Loupe à 6 km à vol d'oiseau, est de 11,0 °C et le cumul annuel moyen de précipitations est de 718,0 mm,. Pour l'avenir, les paramètres climatiques de la commune estimés pour 2050 selon différents scénarios d'émission de gaz à effet de serre sont consultables sur un site dédié publié par Météo-France en novembre 2022.

## Urbanisme

### Typologie
Au 1er janvier 2024, Manou est catégorisée commune rurale à habitat dispersé, selon la nouvelle grille communale de densité à 7 niveaux définie par l'Insee en 2022.
Elle est située hors unité urbaine. Par ailleurs la commune fait partie de l'aire d'attraction de La Loupe, dont elle est une commune de la couronne,. Cette aire, qui regroupe 8 communes, est catégorisée dans les aires de moins de 50 000 habitants,.

### Occupation des sols
L'occupation des sols de la commune, telle qu'elle ressort de la base de données européenne d’occupation biophysique des sols Corine Land Cover (CLC), est marquée par l'importance des territoires agricoles (71,1 % en 2018), une proportion sensiblement équivalente à celle de 1990 (71,2 %). La répartition détaillée en 2018 est la suivante : 
terres arables (37 %), prairies (34,1 %), forêts (25,7 %), zones urbanisées (3,2 %). L'évolution de l’occupation des sols de la commune et de ses infrastructures peut être observée sur les différentes représentations cartographiques du territoire : la carte de Cassini (XVIIIe siècle), la carte d'état-major (1820-1866) et les cartes ou photos aériennes de l'IGN pour la période actuelle (1950 à aujourd'hui).

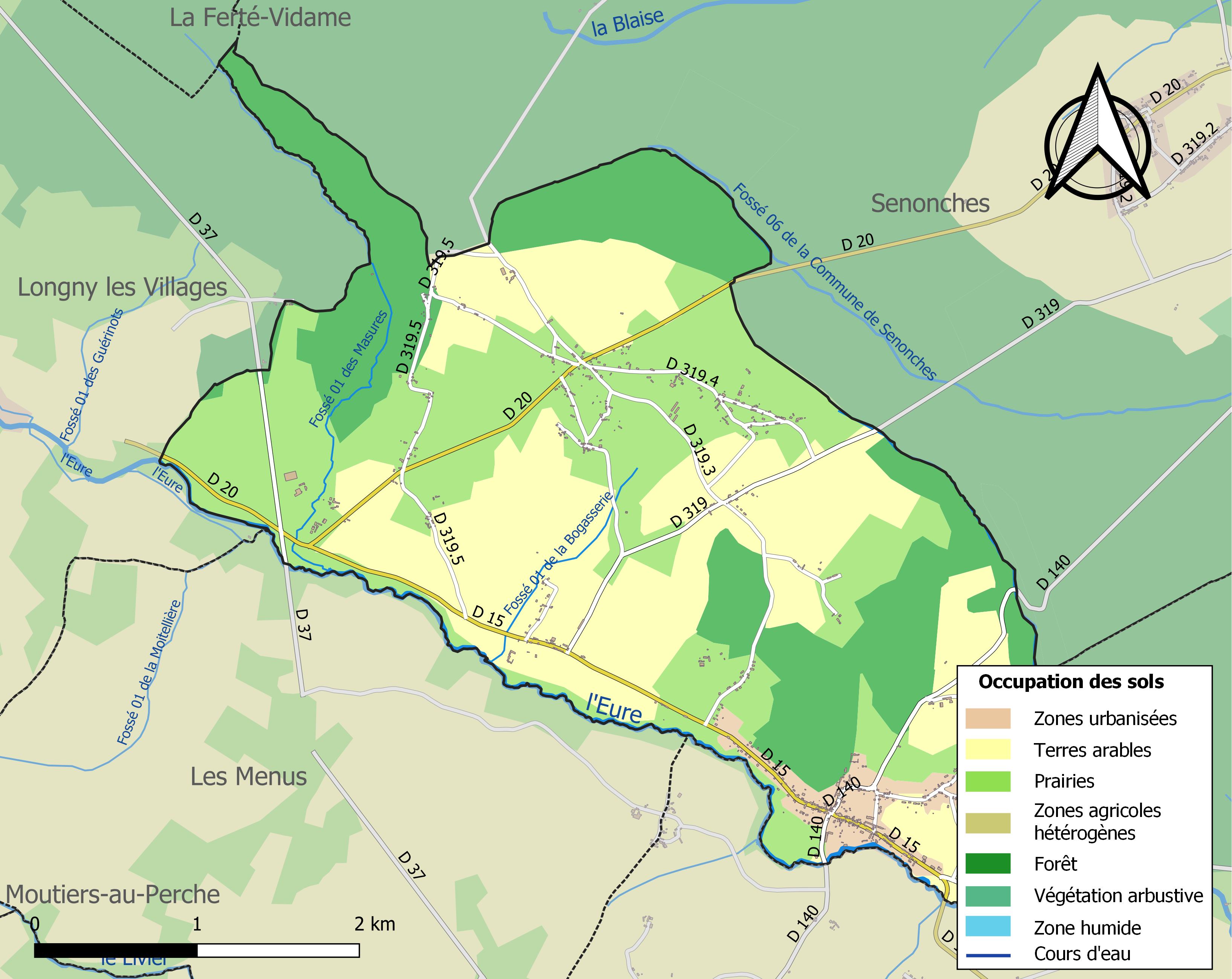
Carte des infrastructures et de l'occupation des sols de la commune en 2018 (CLC).

### Risques majeurs
Le territoire de la commune de Manou est vulnérable à différents aléas naturels : météorologiques (tempête, orage, neige, grand froid, canicule ou sécheresse), inondationset séisme (sismicité très faible). Il est également exposé à un risque technologique, le transport de matières dangereuses. Un site publié par le BRGM permet d'évaluer simplement et rapidement les risques d'un bien localisé soit par son adresse soit par le numéro de sa parcelle.

#### Risques naturels
Certaines parties du territoire communal sont susceptibles d’être affectées par le risque d’inondation par débordement de cours d'eau, notamment l'Eure. La commune a été reconnue en état de catastrophe naturelle au titre des dommages causés par les inondations et coulées de boue survenues en 1999,.

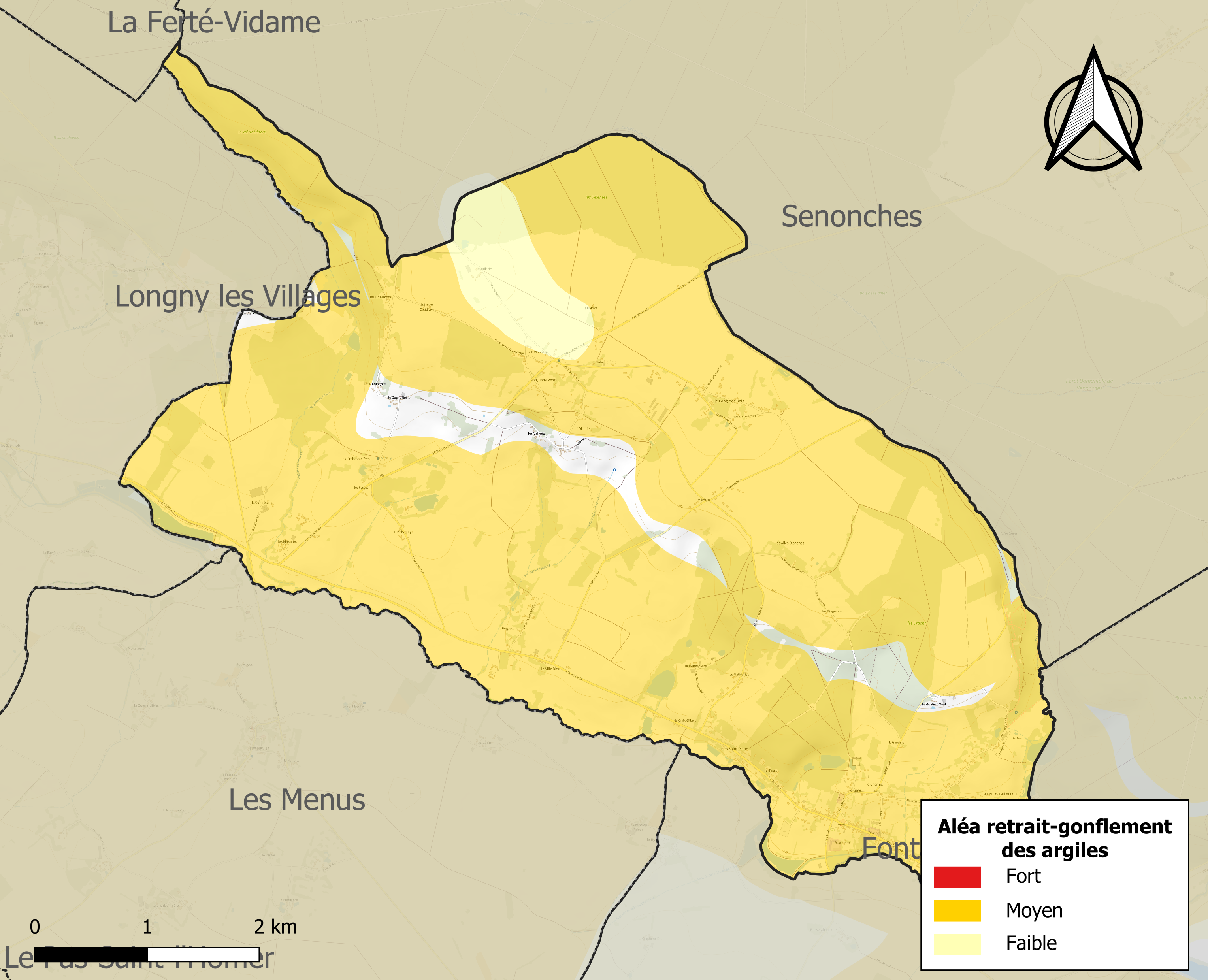
Carte des zones d'aléa retrait-gonflement des sols argileux de Manou.

Le retrait-gonflement des sols argileux est susceptible d'engendrer des dommages importants aux bâtiments en cas d’alternance de périodes de sécheresse et de pluie. 90,7 % de la superficie communale est en aléa moyen ou fort (52,8 % au niveau départemental et 48,5 % au niveau national). Sur les 340 bâtiments dénombrés sur la commune en 2019, 316 sont en aléa moyen ou fort, soit 93 %, à comparer aux 70 % au niveau départemental et 54 % au niveau national. Une cartographie de l'exposition du territoire national au retrait gonflement des sols argileux est disponible sur le site du BRGM,.
Concernant les mouvements de terrains, la commune a été reconnue en état de catastrophe naturelle au titre des dommages causés par des mouvements de terrain en 1999.

#### Risques technologiques
Le risque de transport de matières dangereuses sur la commune est lié à sa traversée par des infrastructures routières ou ferroviaires importantes ou la présence d'une canalisation de transport d'hydrocarbures. Un accident se produisant sur de telles infrastructures est en effet susceptible d’avoir des effets graves au bâti ou aux personnes jusqu’à 350 m, selon la nature du matériau transporté. Des dispositions d’urbanisme peuvent être préconisées en conséquence.

## Toponymie
Le nom de la localité est attesté sous les formes Meno en 1128 (Cartulaire de Thiron, t. 1) ; Manuae en 1148 (Cartulaire de Thiron, t. 1) ; Menotum en 1152 (Cartulaire de Thiron, t. 2) ; Mano en 1198 (Archives départementales d'Eure-et-Loir-G, Prieuré de Belhomert) ; Mennoi en 1225 (Cartulaire Saint-Père-en-Vallée de Chartres, p. 684).
Du bas latin Minnavus ; Minno, nom de personne d’origine gauloise, dérivé de minn, le « chevreau », et suffixe de possession avus.

## Histoire

### Moyen Âge
Ancien fief, Manou est un bourg défendu dès le XIe siècle par des fossés et des fortifications. Thomas, comte du Perche, habita le château en 1214. Le bourg fut par la suite une maison royale appartenant à Blanche de Castille ou Blanche de Bretagne, puis devint un fief de la baronnie de Châteauneuf-en-Thymerais.

## Politique et administration

### Liste des maires

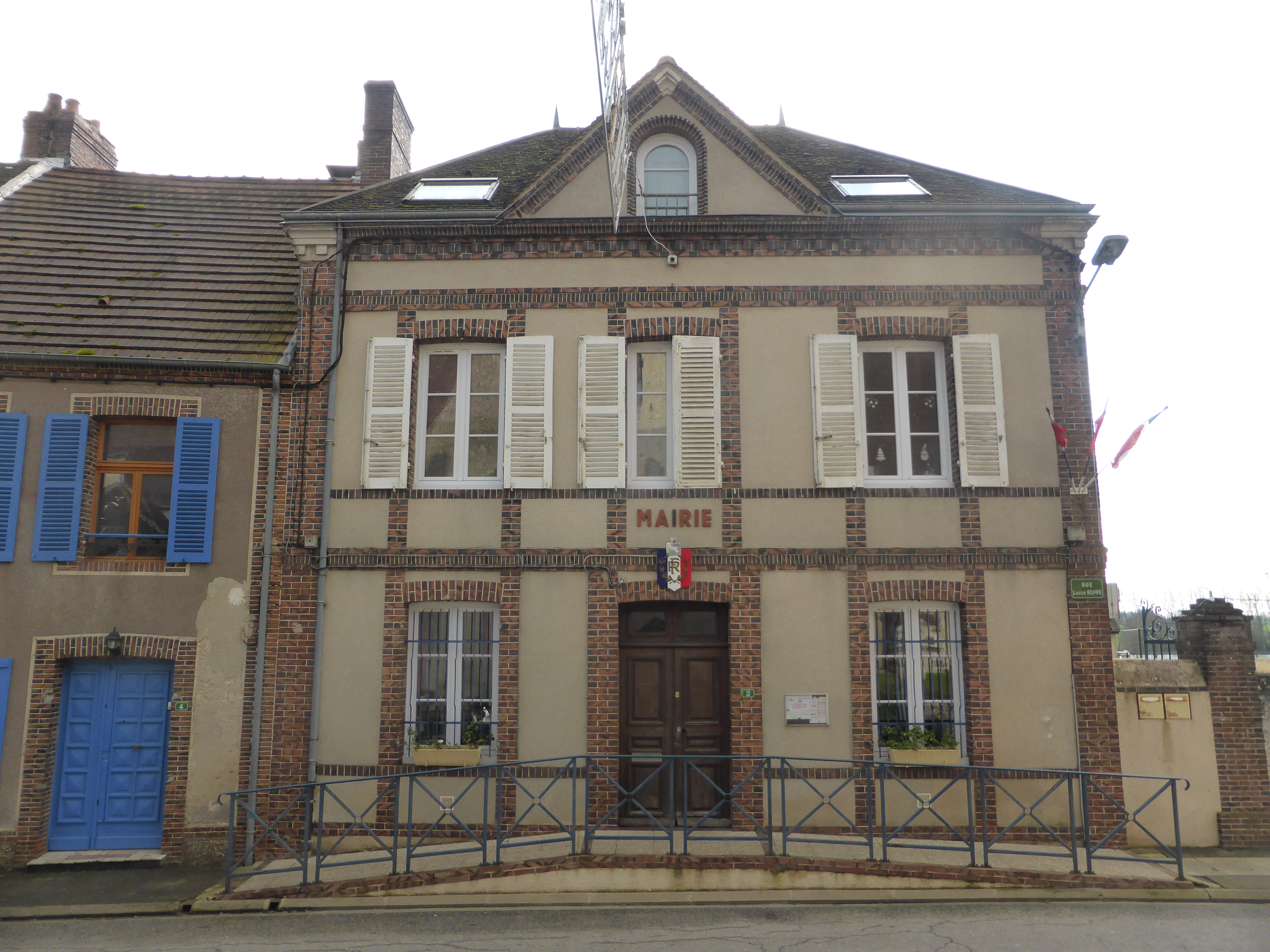
Mairie de Manou.

| Période                                  | Période      | Identité         | Étiquette | Qualité                                            |
| ---------------------------------------- | ------------ | ---------------- | --------- | -------------------------------------------------- |
| Les données manquantes sont à compléter. |              |                  |           |                                                    |
| Mars 2001                                | Mars 2014    | Gérard Legout    | SE        |                                                    |
| Mars 2014                                | Juillet 2020 | Jacques Flaunet  | DLF       | Artisan                                            |
| Juillet 2020                             | En cours     | Stéphanie Coutel | DVD       | Infirmière, conseillère départementale depuis 2021 |

### Jumelages
La commune de Manou est jumelée avec Petit-Saguenay au Canada.
| Ville | Ville          | Pays | Pays   |
| ----- | -------------- | ---- | ------ |
|       | Petit-Saguenay |      | Canada |

## Population et société

### Démographie
L'évolution du nombre d'habitants est connue à travers les recensements de la population effectués dans la commune depuis 1793. Pour les communes de moins de 10 000 habitants, une enquête de recensement portant sur toute la population est réalisée tous les cinq ans, les populations de référence des années intermédiaires étant quant à elles estimées par interpolation ou extrapolation. Pour la commune, le premier recensement exhaustif entrant dans le cadre du nouveau dispositif a été réalisé en 2006.

En 2022, la commune comptait 606 habitants, en évolution de +1,85 % par rapport à 2016 (Eure-et-Loir : −0,23 %, France hors Mayotte : +2,11 %).
| 1793 | 1800  | 1806  | 1821 | 1831 | 1836 | 1841 | 1846 | 1851 |
| ---- | ----- | ----- | ---- | ---- | ---- | ---- | ---- | ---- |
| 909  | 1 020 | 1 007 | 866  | 830  | 857  | 840  | 854  | 816  |

| 1856 | 1861 | 1866 | 1872 | 1876 | 1881 | 1886 | 1891 | 1896 |
| ---- | ---- | ---- | ---- | ---- | ---- | ---- | ---- | ---- |
| 807  | 806  | 754  | 732  | 736  | 658  | 740  | 650  | 619  |

| 1901 | 1906 | 1911 | 1921 | 1926 | 1931 | 1936 | 1946 | 1954 |
| ---- | ---- | ---- | ---- | ---- | ---- | ---- | ---- | ---- |
| 575  | 558  | 543  | 560  | 566  | 611  | 581  | 581  | 526  |

| 1962 | 1968 | 1975 | 1982 | 1990 | 1999 | 2006 | 2011 | 2016 |
| ---- | ---- | ---- | ---- | ---- | ---- | ---- | ---- | ---- |
| 440  | 392  | 461  | 474  | 433  | 511  | 545  | 573  | 595  |

| 2021 | 2022 | - | - | - | - | - | - | - |
| ---- | ---- | - | - | - | - | - | - | - |
| 599  | 606  | - | - | - | - | - | - | - |

## Culture locale et patrimoine

### Lieux et monuments

#### Commanderie de la Renardière
Inscrit MH (2020)
La chapelle Sainte-Apolline fait partie de l'ancienne commanderie hospitalière du lieu-dit la Renardière. Elle est inscrite en tant que monument historique depuis 2020, ainsi que les sols et les murs de l’ancienne basse-cour et les façades et toitures des dernières constructions du XVIIIe siècle.

#### La tourbière des Froux
Une « réserve biologique forestière dirigée » a été créée sur 8,52 ha afin de protéger cette tourbière sur sables, caractéristique du Perche.

#### Château
Le château de Manou est un château médiéval. Un premier château en bois est remplacé à la fin du XIIe siècle par un château de type philippien. D'après des sources venant de la bibliothèque du château, Blanche de Castille y aurait passé une nuit pour rentrer vers Paris après un voyage vers l'Ouest. Il sert notamment pendant la guerre de Cent Ans du côté français.[réf. nécessaire]
Certains murs d'enceinte et le pont-levis ont été détruits par une mère qui avait peur pour ses enfants[pas clair]. 
Dans l’enclos des murailles philippiennes, un nouveau château est bâti dans la moitié du XIXe siècle.
Actuellement, le château est tenu, ainsi que les bois alentour, par les familles Dognin et Demeocq.
En 2022, un concert classique est programmé dans la cour du château.

#### Église Saint-Pierre

Lieux et monuments
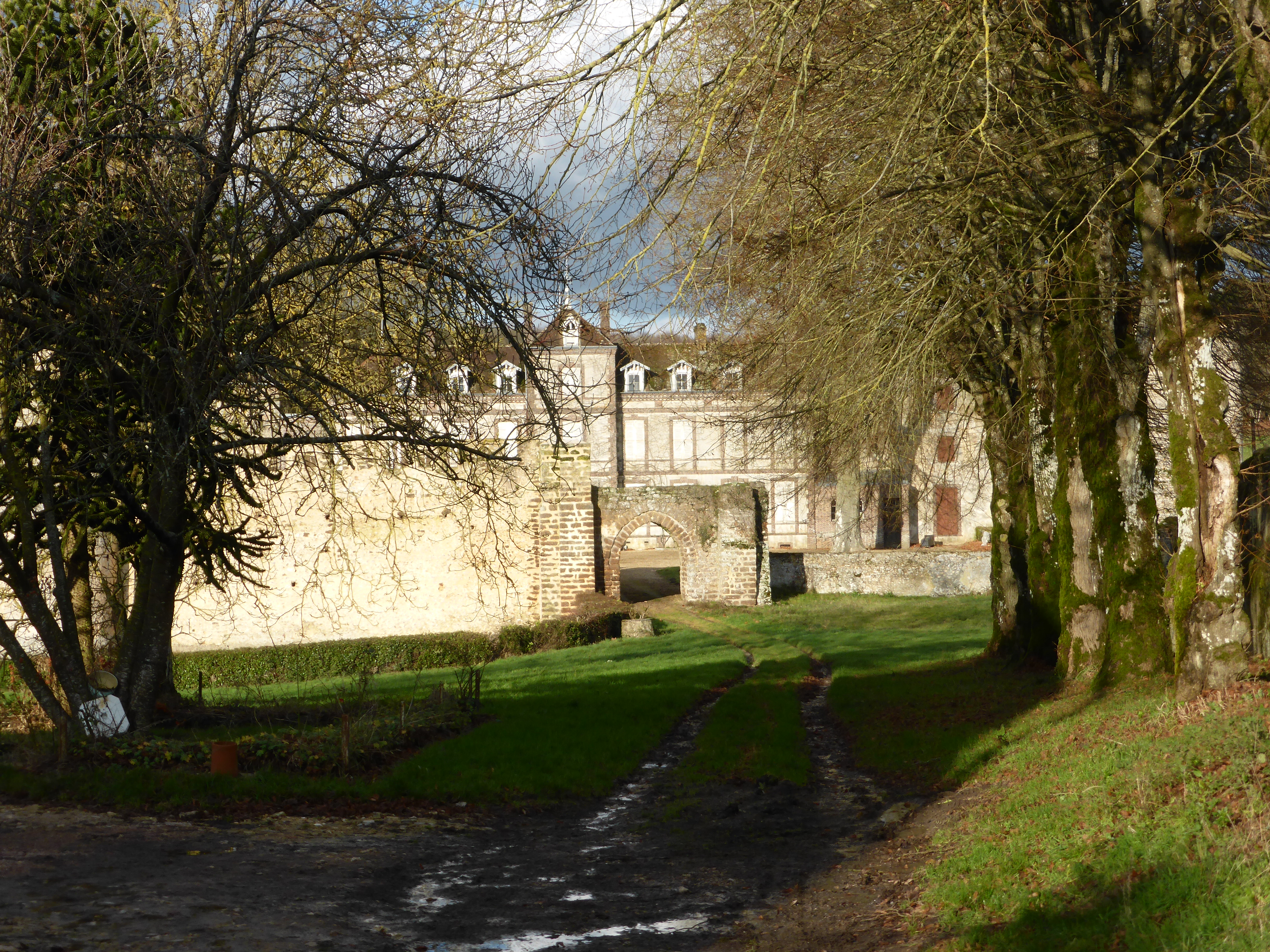
Entrée du château.
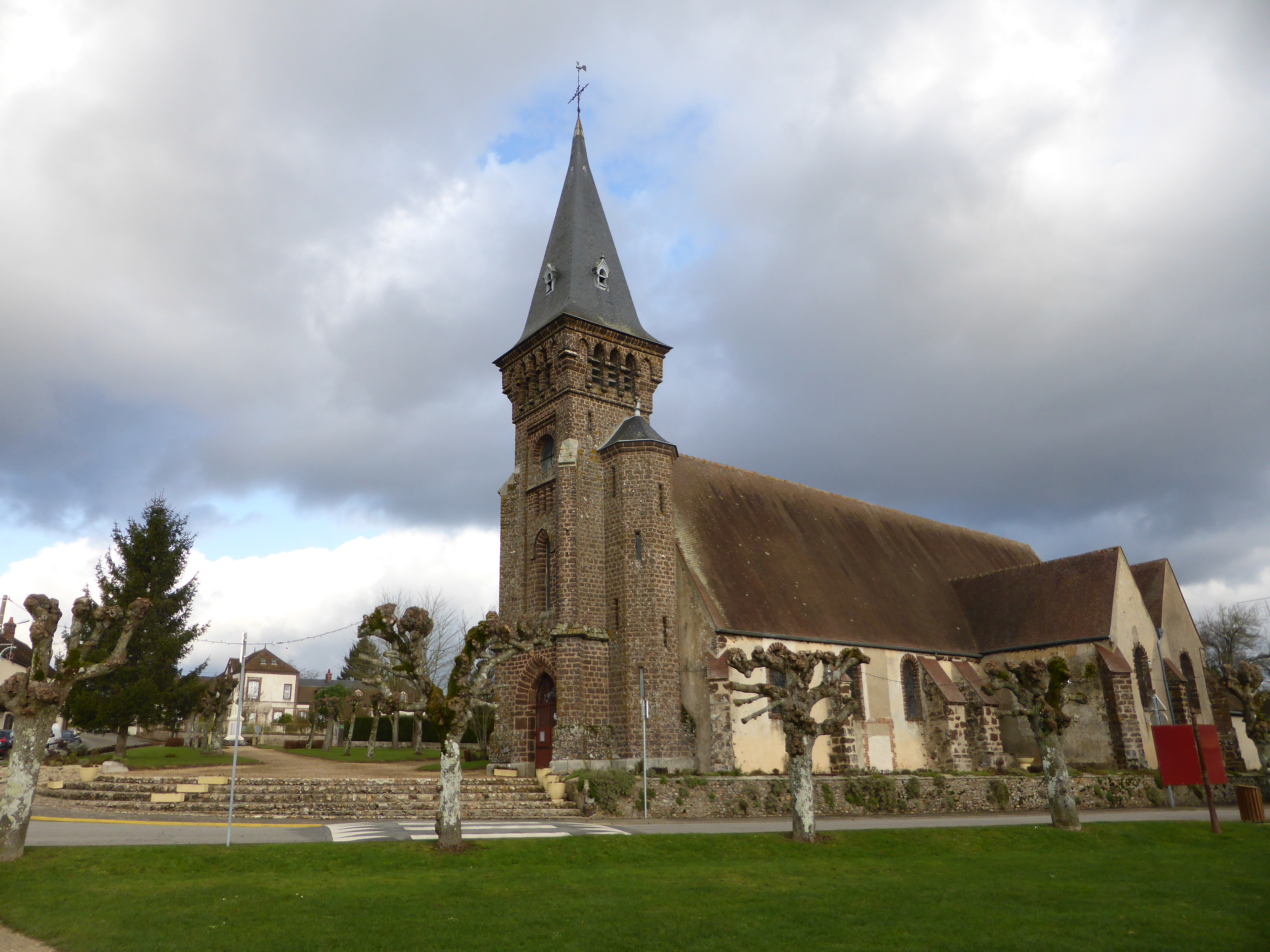
Église Saint-Pierre.
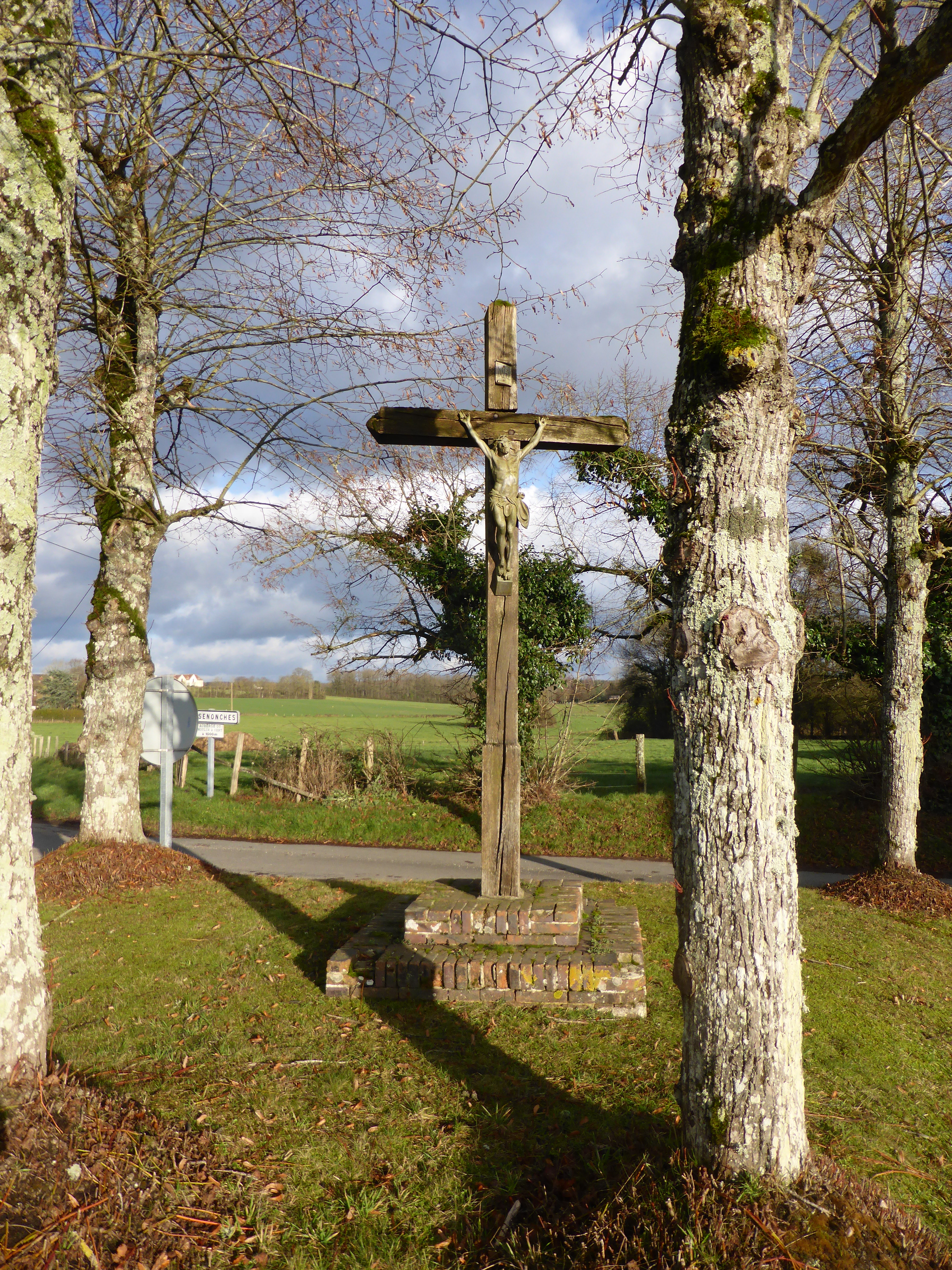
Crucifix à la sortie de Manou en direction de Senonches.